# 穆罕默德·纳第尔·沙阿
穆罕默德·纳第尔·沙阿（Mohammed Nadir Shah，出生名Mohammed Nadir；1883年4月9日—1933年11月8日）在成功的軍旅生涯（如1912年鎮壓曼加勒反抗事件）後成為阿富汗国王（1929年－1933年）。

## 背景
纳第尔·汗1883年4月9日出生在英属印度德拉敦（现在的北阿坎德邦），阿富汗王室特拉伊分支（巴拉克扎伊普什图族人的穆罕默德扎伊的部分）。他的父亲是穆罕默德·优素福·汗，母亲是谢拉夫·苏丹娜（Sharaf Sultana）。他的祖父叶海亚·汗，曾祖父是苏丹·穆罕默德·汗·特拉伊（Sultan Muhammad Khan Telai），多斯特·穆罕默德汗的兄弟。

## 掌权
纳第尔·汗跟随他的祖父叶海亚·汗从印度流亡到阿富汗。1903年在阿曼努拉·汗国王的军队中任近卫骑兵团指挥官，參與1912年鎮壓曼加勒反抗事件，亦是1919年的第三次英阿战争中阿富汗国家军队的杰出指挥官。战争结束后，担任国防大臣和阿富汗驻法国大使。
1924年起，在一些普什图部落叛乱和哈比布拉·卡拉卡尼领导的塔吉克军队起义后，纳第尔·汗由于与阿曼努拉·汗发生分歧而被流放，1929年2月，阿曼努拉·汗政权被推翻，绰号为“挑水夫之子”的哈比布拉上台执政。
纳第尔·汗在邻近的英属印度和大英帝国的军事支持下，从法国返回阿富汗，组织了一支军队进攻喀布尔，几经挫折，终于在1929年10月13日攻占喀布尔，随后洗劫了这座城市。11月1日，哈比布拉被俘虏槍決，纳第尔·汗登上了阿富汗王位。

### 阿富汗国王
作为阿富汗的沙阿（国王），纳第尔为了取得贵族、地主、毛拉和部落酋长们的支持，巩固自己的统治地位，颁布了一系列法令，废除阿曼努拉汗实行的种种改革敕令，制定新宪法，并于1931年颁布了新宪法，新宪法除规定国王拥有无限的权力外，将两院制国会的上院议席几乎全部交给贵族、地主和上层神职人员，政府各部最重要的职位也都由王室和上层神职人员占据。1931年底，大多数起义在他的镇压下渐渐势弱。

## 遇刺
1933年11月8日，由于新旧王室之间的权力斗争，纳第尔在参加一个高中毕业典礼时遭哈扎拉族刺客阿卜杜勒·卡立克（Abdul Khaliq）槍擊行刺，其後傷重不治身亡。其子穆罕默德·查希尔·沙阿继位。